# كرانيش طحلبي
كرانيش طحلبي (الاسم العلمي:Cranichis muscosa) هو نوع من النباتات يتبع جنس الكرانيش من الفصيلة السحلبية.